# Reserva estatal forestal de Khosrov

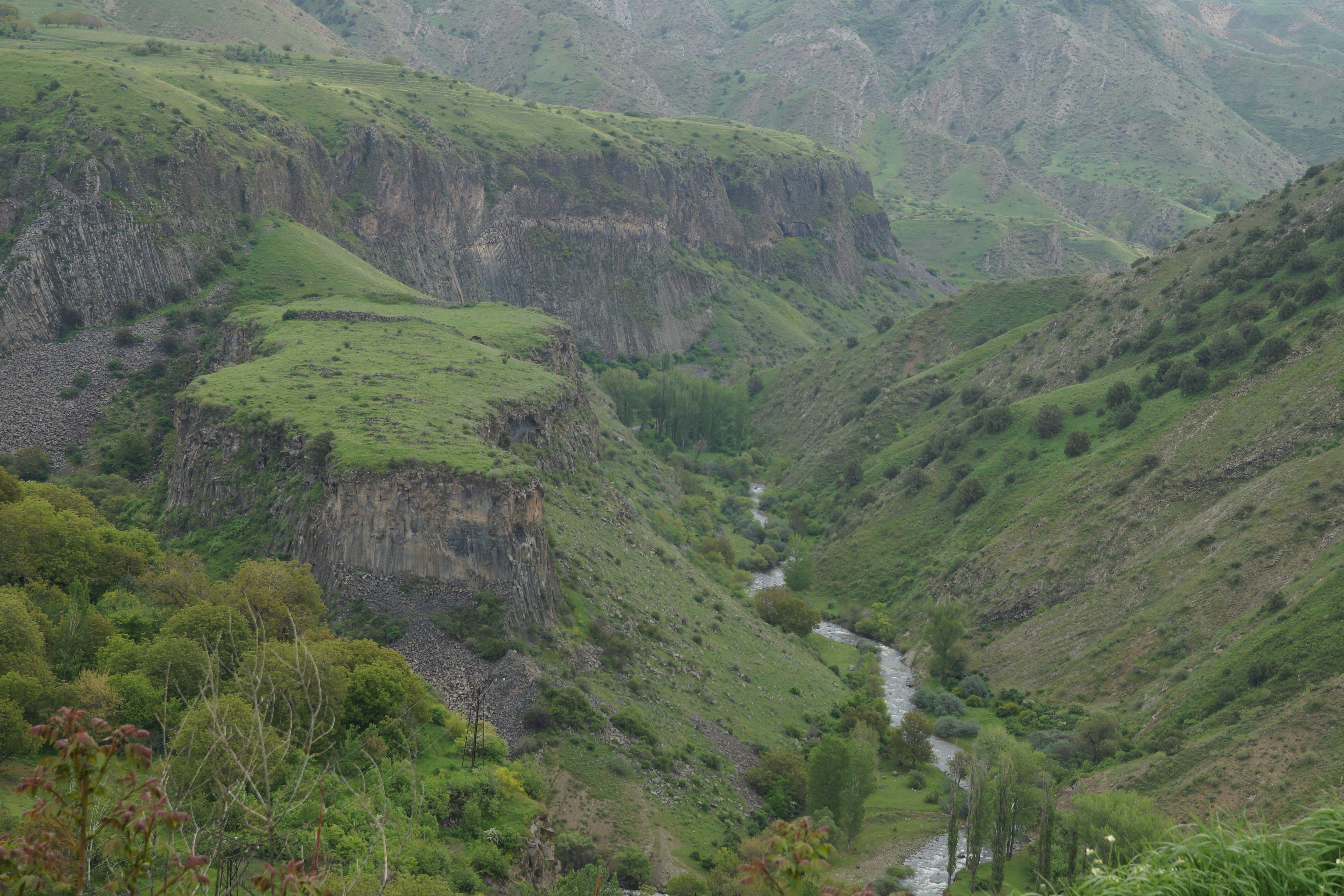
Reserva Estatal Forestal de Khosrov

La Reserva Estatal Forestal de Khosrov (en armenio: Խոսրովի անտառ պետական արգելոց), también conocida como Reserva Khosrov, es un parque nacional de Armenia. Es una de las áreas protegidas más antiguas del mundo.
La reserva está localizada en la provincia de Ararat en del sudoeste de Armenia, al sudeste de Ereván, en la vertiente meridional de las montañas de Geghama. Es un área destacable en la región del Caucaso por su flora y fauna asiáticas únicas; tiene 29.196 hectáreas, de las que 9.000 hectáreas son forestales, y está localizada a una altitud de 1600-2300 m. La reserva ocupa parte de cuatro distritos: Garni, al norte; Kakavaberd, al nordeste; Khosrov, en el centro y Khachadzor, en el este, y ocupa un área de 238.78 km².

## Historia de la reserva

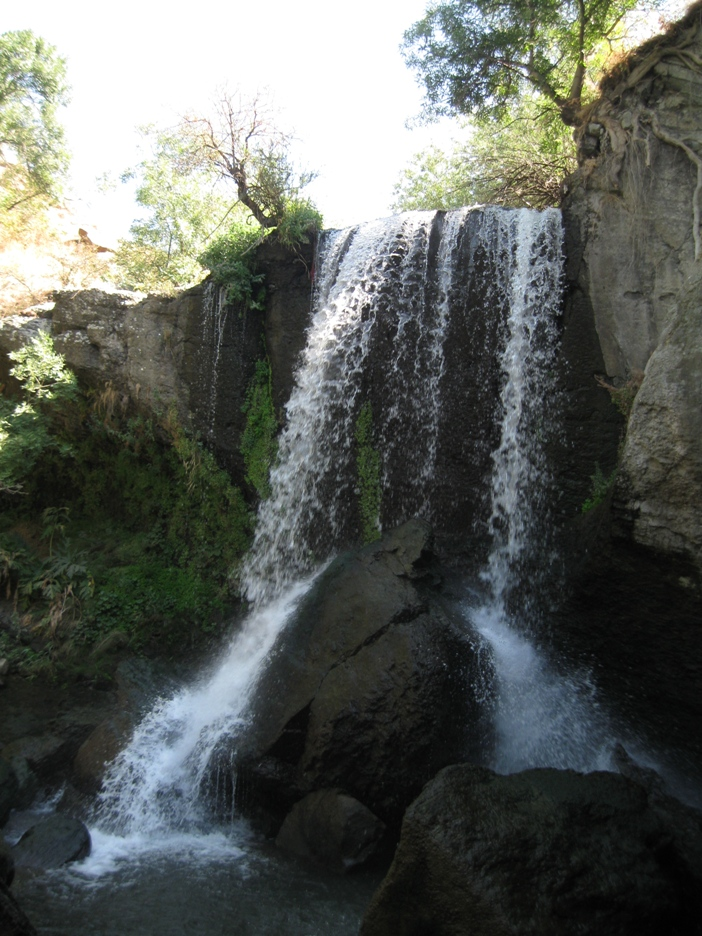
Una de las cascadas del río Azat en el bosque de Khosrov.

La reserva posee la reputación de poseer unos paisajes espectaculares y ofrecer una naturaleza en estado puro muy cerca de la aglomeración de la capital. La conservación de la fauna y la flora y la protección de la naturaleza empezaron en Armenia hace muchos siglos.
La reserva fue fundada por el rey Khosrov III del Reino de Armenia, quien gobernó entre 330 y 339, y le dio nombre al bosque. Khosrov ordenó que el bosque fuera una reserva para mejorar las condiciones del clima y la naturaleza de la ciudad de Artashat y para asegurar la conservación y el enriquecimiento de la flora y la fauna. También ordenó la plantación de árboles en las altas pendientes de las montañas. Por otro lado, se utilizó como reserva de caza real y para realizar ejercicios militares. Más tarde, el bosque se enriqueció con otros animales de caza traídos especialmente de Persia. Esta reserva estatal fue única en el Imperio romano y está entre las primeras de la región. Khosrov fue el primer monarca cristiano gobernador de un estado en establecer una reserva para la conservación y fue el único monarca conocido descendiente de los diádocos, con una lejana relación con Alejandro Magno y el rey persa Darío I.
En la era de la Unión Soviética el bosque de Khosrov fue considerado zona forestal para silvicultura y el 13 de septiembre de 1958 el entonces llamado bosque Garni recibió el estatus de Reserva Khosrov. La reserva tenía entonces unos 148,61 km². La reserva se convirtió en una área protegida porque el agua dulce de alta calidad alta suministrada por el río Azat fluía hasta Ereván y los bosques de los alrededores de la ciudad. En 1990, la reserva alcanzó 291,96 km², incorporado algunas tierras adyacentes, hasta que en 2006–2007, la reserva se redujo a 238,78 km².

## Geología, agua y clima
El relieve de la reserva es complicado y abrupto, posee una sierra con una densa red de valles principales y secundarios, altas mesetas y profundos cañones coronados por el escudo volcánico de las cumbres. Hay rastros de actividad tectónica pasada en varias fallas y fracturas. Las rocas, de origen volcánico e ígneo datan de los periodos Cretácico y pre-Oligoceno. Las rocas dominantes son  cuaternarias, restos fragmentados y efusivas. Debido al calor y al impacto del agua, las rocas han adquirido numerosas formas geológicas, y las pendientes son empinadas, con una inclinación que supera los 30 grados. La altura media del cinturón boscoso es de 1.500 a 2.300 m de altitud y cubren la mitad de un territorio cuya otra mitad está compuesta de pliegues y rocas detríticas. Por debajo de 1500 m el terreno está formado por vastas áreas de malas tierras o baldíos.
El clima de la reserva es árido y continental, con frío y nieve en el invierno y calor en verano, con una precipitación anual que oscila de 350 a 450 mm, en las zonas bajas y áridas, a 800 mm en los prados alpinos. Los cauces principales en la reserva son el río Azat y el río Vedi. Ambos, con sus afluentes, nacen en las montañas de Geghama y fluyen hacia el sudoeste, hacia el río Hrazdan. Tienen una fuerte pendiente, de unos 500 m, y los valles tienen forma de V. Están alimentados igualmente por nieve, lluvia y agua subterránea, y en verano se utilizan para el riego. Humedales y lagos son escasos en la reserva, pero los manantiales son abundantes y constantes.

## Paisajes y flora
La reserva tiene cuatro tipos de paisaje: desierto/semi-desierto (900-1.250 m), estepas de montaña (1.250-2.500 m), bosques abiertos y cerrados (1.500-2.500 m) y prados alpinos y subalpinos (por encima de 2.500 m). Los prados esteparios son abundantes dentro y fuera de la reserva en altiplanicies y zonas rocosas. La orientación de la pendiente, la inclinación y el clima juegan un papel importante al determinar la estructura de los hábitats.
Los bosques cerrados y abiertos ocupan el 16% de la reserva, las praderas abiertas o esteparias el 20% y las comunidades xerófilas sobre las rocas el 64%. La flora de la reservacomorende 1.849 especies, 588 géneros y 207 familias. Es una mezcla de endemismo, rareza y especies en peligro. Unas 80 especies de la reserva se encuentran en la lista roja de especies amenazadas de Armenia. Hay 24 plantas endémicas en la reserva.
La vegetación que crece en las zonas semidesérticas donde el suelo es rocoso y pedregoso está dominado por la artemisia (Artemisia fragrans), la salsola (Salsola ericoides, S. dendroides), acompañada de Halanthium rarifolium, Eurotia ceratoides y Xeranthemum squarrosum. Las principales plantas de las arcillas yesíferas son Halanthium rarifolium y plantas efímeras. Hay comunidades extendidas de alcaparra (Capparis spinosa) y tomillo (Thymus kotschyanus). Los árboles que crece en suelos pedregosos son principalmente arbustos espinosos del género Rhamnus (Rhamnus pallasii) y Prunus dulcis y almendros (Amygdalus fenzliana).

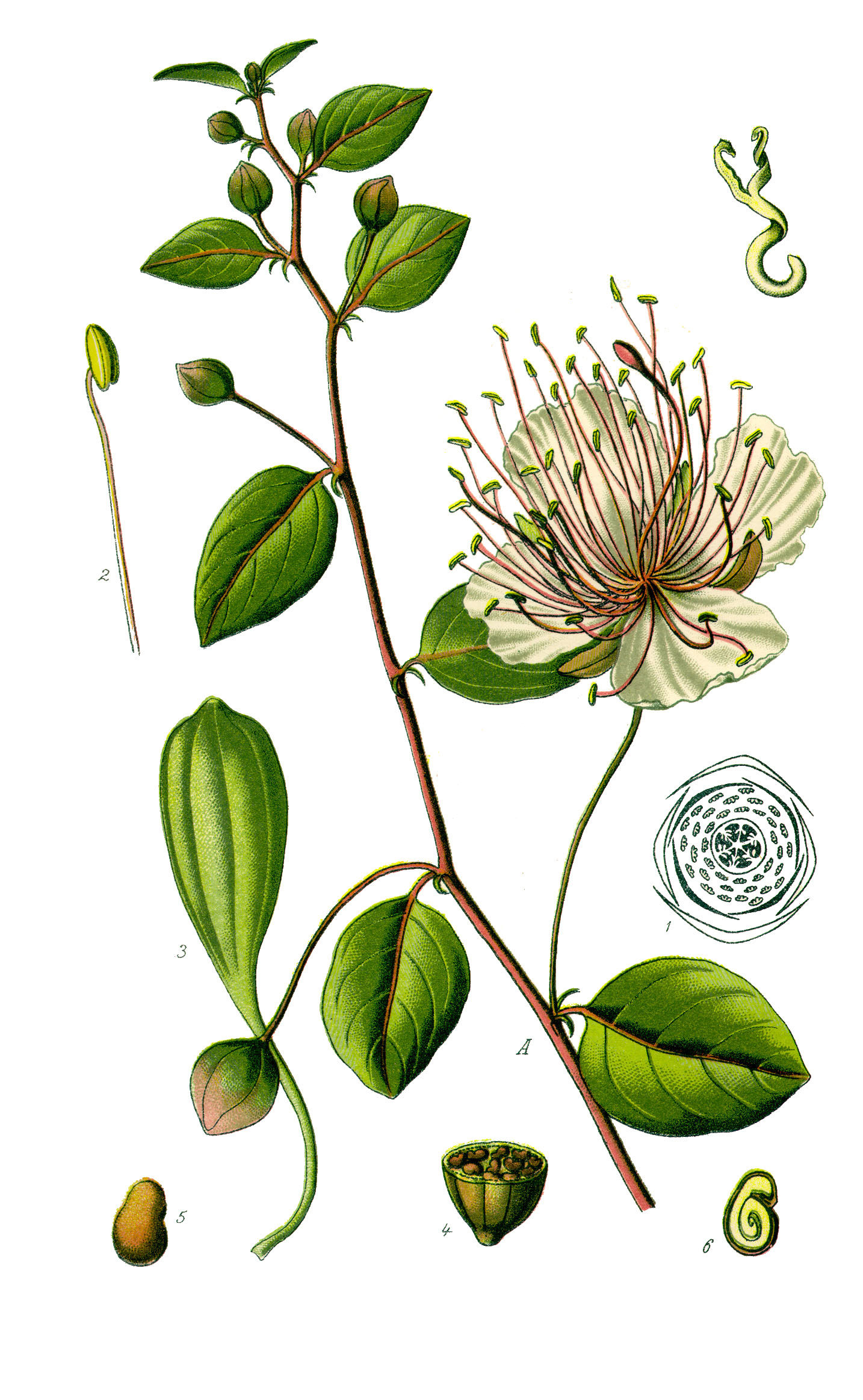
Capparis spinosa L.Por Otto Wilhelm Thomé

En las praderas áridas, bosques abiertos y roquedos se encuentran principalmente enebros (Juniperus polycarpos, J. oblonga, J. depressa), arces (Acer ibericum), almendros y espinos. En los prados alpinos y subalpinos se encuentran las plantas herbáceas Phleum pratense y Hordeum bulbosum.
Incluidas en el Libro Rojo de Armenia de 1990 de especies en peligro, se hallan Aphanopleura trachysperma, Hohenackeria excapa y Prangos lophoptera. Las plantas endémicas encontradas en la reserva incluyen Allium schchianae, Centaurea arpensis, Cousinia armena, Erucastrum takhtajanii y Campanula bayerniana.

## Fauna
La fauna vertebrada comprende 283 especies. La invertebrada comprende más de 1.500 especies, incluyendo 1.427 especies de insectos, 62 especies de moluscos y 3 especies de escorpiones. Pertenecen a los órdenes Odonata, Mantoptera, Phasmoptera, Orthoptera, Hemiptera, Coleoptera, Lepidoptera, Diptera y Hymenoptera.
Insectos
Numerosos insectos de la reserva están incluidos en el Libro Rojo de especies en peligro. Entre estos, las mariposas Parnassius mnemosyne (blanca de Asso), Papilio alexanor, Colias chlorocoma, Colias aurorina, Proserpinus proserpina (esfinge proserpina), y otros.
Anfibios
Hay cinco especies de anfibios en la reserva: rana europea común (Rana ridibunda), sapo verde (Bufo viridis), Rana macrocnemis, Hyla savignyi y sapo de espuelas sirio (Pelobates syriacus).
Peces

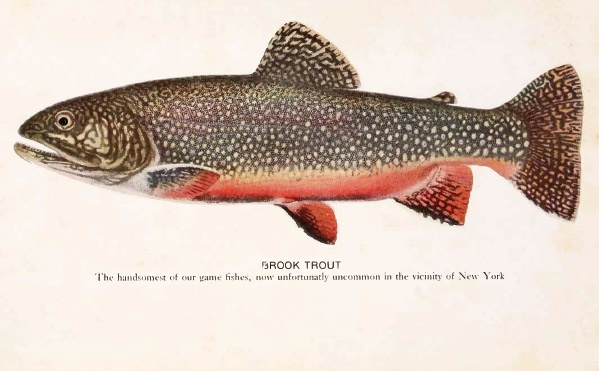
Dibujo de una trucha,l de John Treadwell Nichols Peces en las proximidades de ciudad de Nueva York (1918)

La reserva está habitada por nueve especies de peces: la trucha fario (Salmo trutta fario), Capoeta capoeta, Barbus lacerta cyri, Alburnus filippi, Alburnus alburnus hohenackeri, alburno binaculado (Alburnoides bipunctatus), Sabanejewia aurata, Nemacheilus angorae y Barbatula barbatula caucasica.
Reptiles
En la reserva hay 33 especies de reptiles que habitan desde los paisajes semidesérticos a los prados subalpinos. Los lagartos principales son Laudakia caucasia, lagarto azerí (Darevskia raddei), lagarto nairí (Darevskia nairensis), Ophisops elegans, lagarto esmeralda del Cáucaso (Lacerta strigata) y otros, mientras el Eumeces schneideri aparece en el libro rojo de Armenia. Otros reptiles en esta lista son la tortuga común  (Testudo graeca) y la tortuga armenia (Testudo graeca armeniaca) críticamente en peligro. Las principales serpientes son Coluber ravengieri, Coluber nummifer, Vipera eriwanensis, Vipera lebetina y víbora armenia (Vipera raddei). Las serpientes en peligro son Trachylepis septemtaeniata, Telescopus fallax, Rhynchocalamus melanocephalus satuniniy Elaphe hohenackeri.
Pájaros
En la reserva hay el 56% de la avifauna presente en Armenia, 192 especies de pájaros de 44 familias. De ellos, 63 especie son residentes, 83 anidan, 83 son migrantes, 11 hivernan, 10 están de paso y 5 son casuales.
Entre los pájaros encontrados en la reserva están el quebrantahuesos (Gypaetus barbatus), el alimoche común (Neophron percnopterus), el buitre leonado (Gyps fulvus), el halcón peregrino (Falco Falco peregrinus), el halcón borní (Falco biarmicus) y otros. Otros pájaros encontrados en la reserva incluyen: perdigallo (Tetraogallus caspius), perdiz chucar (Alectoris chukar), perdiz pardilla (Perdix perdix) y codorniz común (Coturnix coturnix). Los pájaros que viven en las estribaciones semidesérticas son el chotacabras gris (Caprimulgus europaeus),  el abejaruco (Merops apiaster) y los paseriformes están muy extendidos.

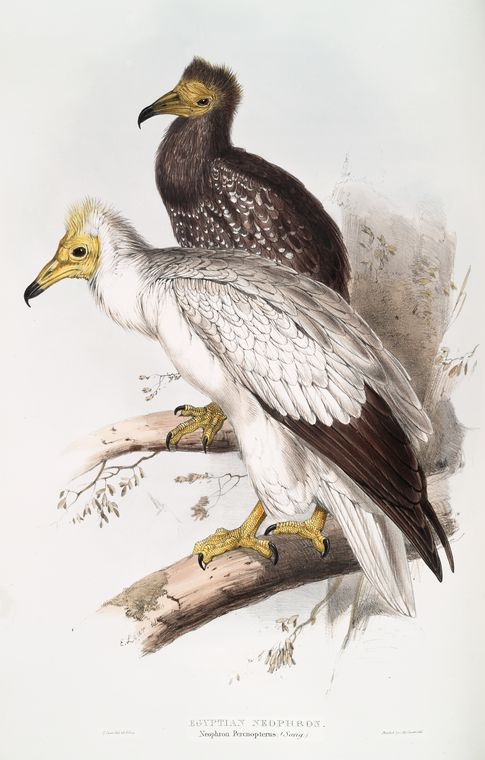
Alimoche común nmaduro (detrás) y adulto (de John Gould Pájaros de Europa).

Los pájaros siguientes de la reserva están listados en la Lista Roja de la IUCN 2008: el buitre negro (Aegypius monachus), el aguilucho papialbo (Circo macrourus), el cernícalo primilla (Falco naumanni), la carraca europea (Coracias garrulus) y el papamoscas de medio collar (Ficedula semitorquata). Otros 37 pájaros están listados en el Libro Rojo de Armenia, y 16 más necesitan ser añadidos pues su número está declinando. Anidan en la reserva el camachuelo mongol (Bucanetes mongolicus), el mochuelo boreal (Aegolius funereus) y el buitre negro, sólo localizado en la reserva. La reserva contiene la colonia más grande del buitre leonado (Gyps fulvus) y uno de los dos sitios de anidamiento del Oenanthe chrysopygia en Armenia.
Mamíferos
En los recuentos de animales más tempranos de los años 1950 a 1980, había 41 especies de mamíferos. Los mamíferos principales que viven en la reserva son el jabalí (Sus scrofa), el lobo gris (Canis lupus), el oso pardo (Ursus arctos), el lince eurasiático (Lynx lynx), el zorro rojo (Vulpes vulpes), el tejón (Meles meles), el muflón armenio (Ovis ammon gmelini), la liebre europea (Lepus europaeus), la comadreja común (Mustela nivalis), la garduña (Martes foina) y recientemente se han producido los primeros avistamientos del puerco espín de la India. Una especie de ciervo moteado usuriense fue introducido a la reserva en 1594 y se ha aclimatado bien.
En la reserva hay varias especies raras de ver y en peligro; entre ellas, el leopardo de Persia (Panthera pardus ciscaucasica = P.p. saxicolor), la cabra bezoar (Capra aegagrus''), el turón jaspeado (Vormela peregusna peregusna), el oso pardo sirio (Ursus arctos syriacus), el murciélago Barbastella leucomelas y el gato montés europeo (Felis silvestris silvestris).

## Lugares de interés
En la reserva y las vecindades se encuentran monumentos de interés turístico y otras reservas naturales. Entre ellos incluyen el monasterio de Goght (Aghjots Vank), la fortaleza de Kakavaberd, el monasterio de Havuts Alquitrán, la cima del Azhdahak, el cañón de Garni, la iglesia de Mashtots Hayrapet, en Garni, y el templo de Garni. 

## Presiones
El paisaje ha sufrido la interferencia y el desarrollo humanos desde el siglo IV. Las amenazas principales eran la caza de animales y la tala de árboles. Con anterioridad a 2007 la grafiosis dañó significativamente los enebros y otros árboles xerófilos. El enebro es un árbol muy valioso porque la resina se utilizada en aviación, la madera en el mobiliario que hace y tiene propiedades bactericidas. La caza furtiva en los años 1980 y 1990 hizo que la población de animales se redujera a la mitad. En años recientes las condiciones han mejorado y el número de animales y plantas han aumentado debido a las condiciones del clima y las medidas de conservación apropiadas.
Actualmente, se localizan varios pueblos dentro de la reserva y hay muchas comunidades rurales en las cercanías. En 1985 se expropiaron tierras agrícolas para incorporarlas a la reserva y se otorgaron tierras en otro lugar. Hay unas 40 casas que usan unas 20 hectáreas dentro de la reserva y zonas fronterizas que permiten a los lugareños violar la protección legal de la reserva. Un ejemplo es el Santuario de la Naturaleza de Gorovan Sands, en la sierra de Urtz, que siendo la única reserva de desierto verdadero protegida de Armenia está siendo explotada para la extracción de áridos y el pastoreo.